# Бухарский оазис
Бухарский оазис (узб. Buxoro vohasi) — участок плодородных земель, расположенный на юго-востоке Узбекистана в Бухарском вилояте, в западной части низовья реки Зеравшан. Это один из древнейших и крупнейших центров земледелия в Центральной Азии, он густо населён; крупнейшим городом является Бухара.
Оазис заселён, по крайней мере, 2,5 тысячи лет. После того, как Бухарский оазис стал частью Великого шёлкового пути, его влияние стало расти. Арабы захватили оазис в IX веке.
По состоянию на 2019 год в Бухарском оазисе проживает более миллиона человек.

## География
Бухарский оазис находится в юго-восточной части Узбекистана возле небольшого Каракульского оазиса на аллювиальной равнине, возникшей в процессе меандрирования реки Зеравшан. Он расположен между двумя более крупными реками, Сырдарьей и Амударьей на границе между средиземноморско-иранским и китайским культурными регионами. Северную границу оазиса обрамляет хребет Кульдуктау, являющийся частью Алайских гор, однако его собственная высота невелика: от 200 до 260 метров выше уровня моря. На юге оазис выходит к Каракуму, на севере — к Кызылкуму; его общая площадь около 5000 м², а максимальная протяжённость — около 80 км. С административной точки зрения северной границей оазиса является Канимехский туман Навоийского вилоята, а на юге — проход Джондор, за которым расположен Каракульский оазис.
Среднегодовая температура  составляет +18,5 °C; средняя температура января равна 0,4 °C, средняя температура июля +29,3 °C. Абсолютный минимум температуры составил −25 °C, абсолютный температурный максимум +56 °C. Вегетационный период длится 214—216 дней.
Климат оазиса резко континентальный с особенностями субтропического внутриконтинентального климата. В год там выпадает лишь 160 мм осадков, что делает Зеравшан критически важным источником воды для местного населения. В 1970-х годах Зеравшан соединили каналом с Амударьей, но уже через десятилетие почвы оазиса начали заболачиваться и засоляться, река страдает от загрязнения и других гидрологических проблем.
Так как водотоки Зеравшана наиболее многочислены и расположены наиболее плотно в западной части, там располагается больше поселений. Водная сеть Зеравшана очень подвижна, и жившие в оазисе люди веками перемещались вслед за его рукавами и протоками.
Исследование, проведённое Франко-узбекской археологической миссией Бухарского оазиса (MAFOUB) в конце 2010-х обнаружило восемь бывших водотоков Зеравшана. Таяние ледников после максимума последнего оледенения и оползни от предполагаемых землетрясений неоднократно запруживали реку, после чего выше получившейся насыпи накапливалась масса паводковой воды, которая затем проламывала остановивший её грунт и уничтожала все возведённые людьми строения. Самые ранние поселения, находящиеся возле современного русла, появились не раньше 3 века до н. э., однако сохранились более ранние кишлаки, стоящие в конце водотоков и близ озёр.
На территории района распространены шакал, лиса, заяц, джейран, различные виды грызунов, ящериц, включая семейство гекконовых, змей, включая среднеазиатскую кобру, стрелу-змею, различные виды гадюковых и удавов.

## История

### Первые поселения
Археологи идентифицировали более 1000 поселений, существовавших в оазисе в период с III века до н. э. до XVI века н. э., преимущественно стоящих на тепе. Василий Шишкин делил тепе на два типа: «монолитный», с оборонительными стенами, но без цитадели, и «двухуровневый», с цитаделью и шахристаном. Миссия, возглавляемая Кьярой Сильви Антонини, разработала значительно более подробную классификацию, которую исследователи MAFOUB упростили до четырёхчастной: 1) города с цитаделью, шахристаном и рабадом; 2) города с цитаделью и шахристаном, но без рабада; 3) города с уникальным курганом: мельницы, караван-сараи и так далее; 4) открытые поселения: зоны распространения керамики, производства и так далее. Трёхчастные города с цитаделью, шахристаном и рабадом были наиболее стабильны: они появлялись начиная с III—II века до н. э. (рабады — с V века н. э.) и существовали по крайней мере до монгольского и тимуридского завоеваний в XIII—XV веках.
В неолитический период люди населяли юго-западную и восточную части оазиса, возле старицы реки Кашкадарья; в бронзовом веке они жили в юго-западной и западной частях, однако артефактов этого периода не обнаружено. Центральная часть оазиса в это время, вероятно, представляла собой необитаемые болота.

### Первые современные поселения

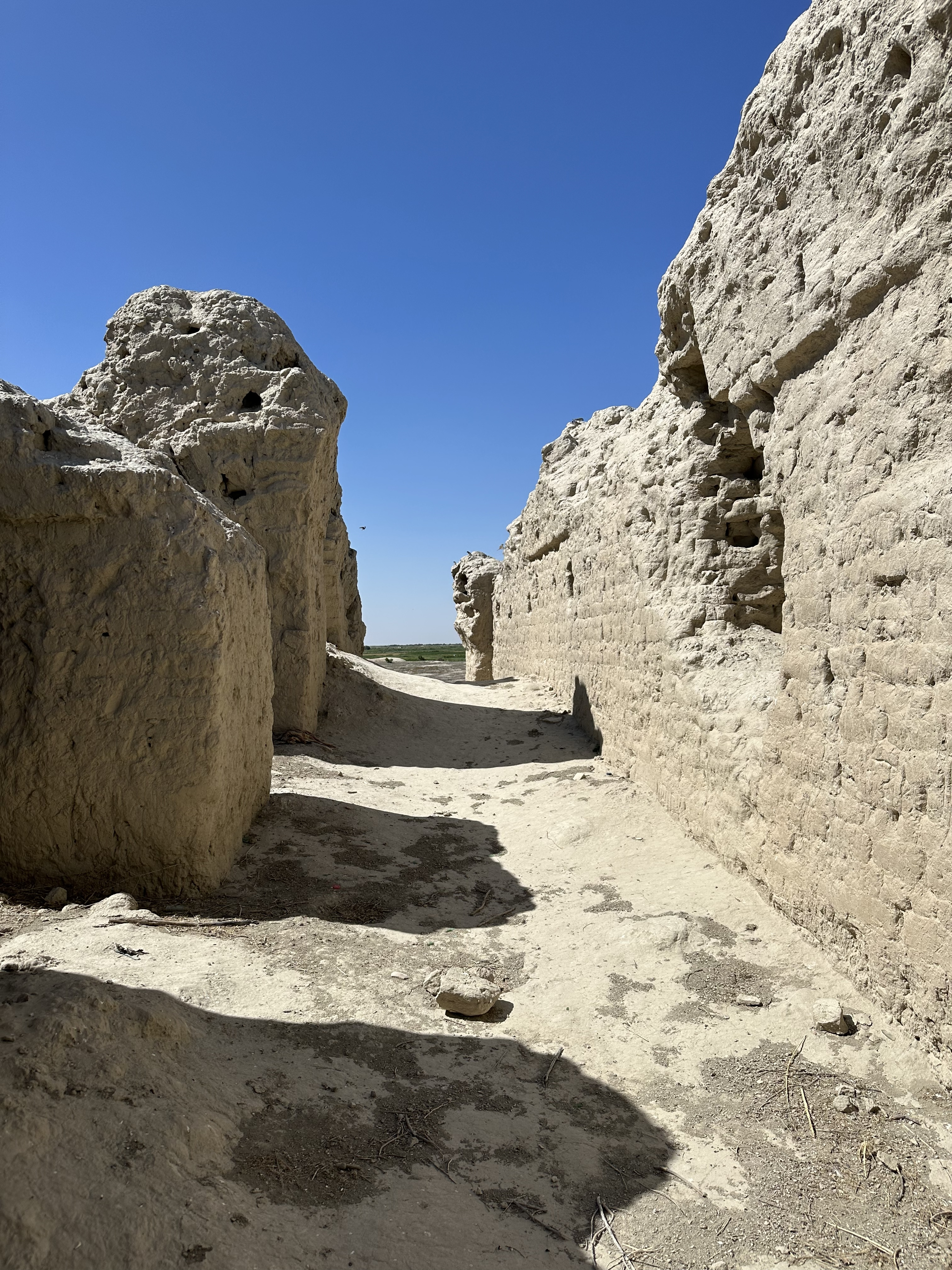
Раскопки в Варахше, основанной в I веке до н. э.

После того, как Зеравшан вошёл в нынешнее русло в III—II веках до нашей эры, в оазисе появилось первое современное поселение, Пайкенд. Кроме этого, в нескольких более ранних селищах, не имевших до этого стен, возвели фортификационные сооружения. Большинство этих ранних поселений находятся вблизи источника воды, редким исключением является Сивандж; его жители, по всей видимости, брали воду из каналов, идущих к Ромитану.
Бухарский оазис вошёл в сеть караванных дорог Великого шёлкового пути в IV веке до н. э., но он не играл в ней важной роли до конца I века до н. э., вероятно, из-за недостатка пастбищ, которые в избытке присутствовали на пути через Бактрию к югу от оазиса.

### Подъём Бухары

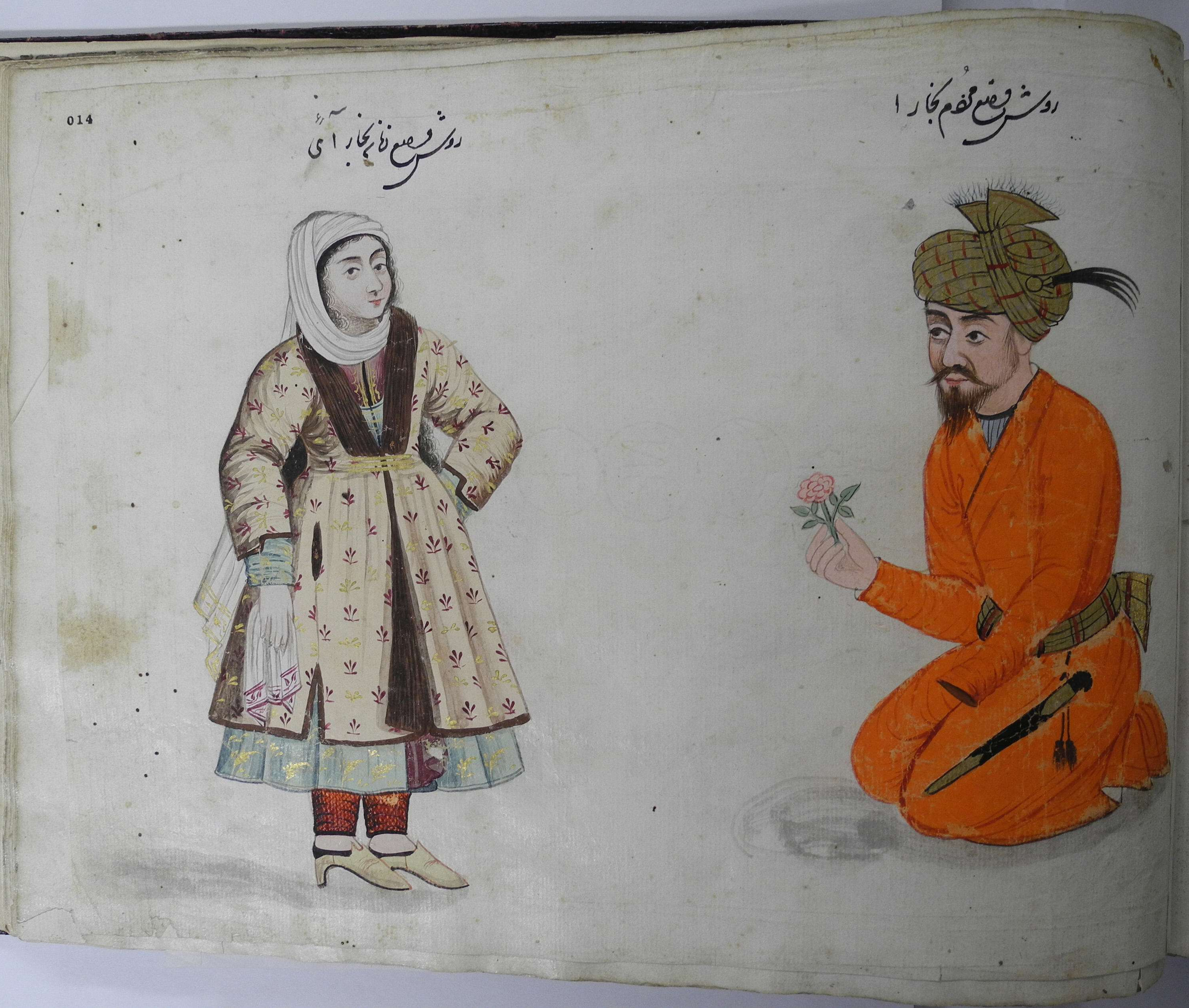
Портрет женщины и мужчины из Бухары; XVII век

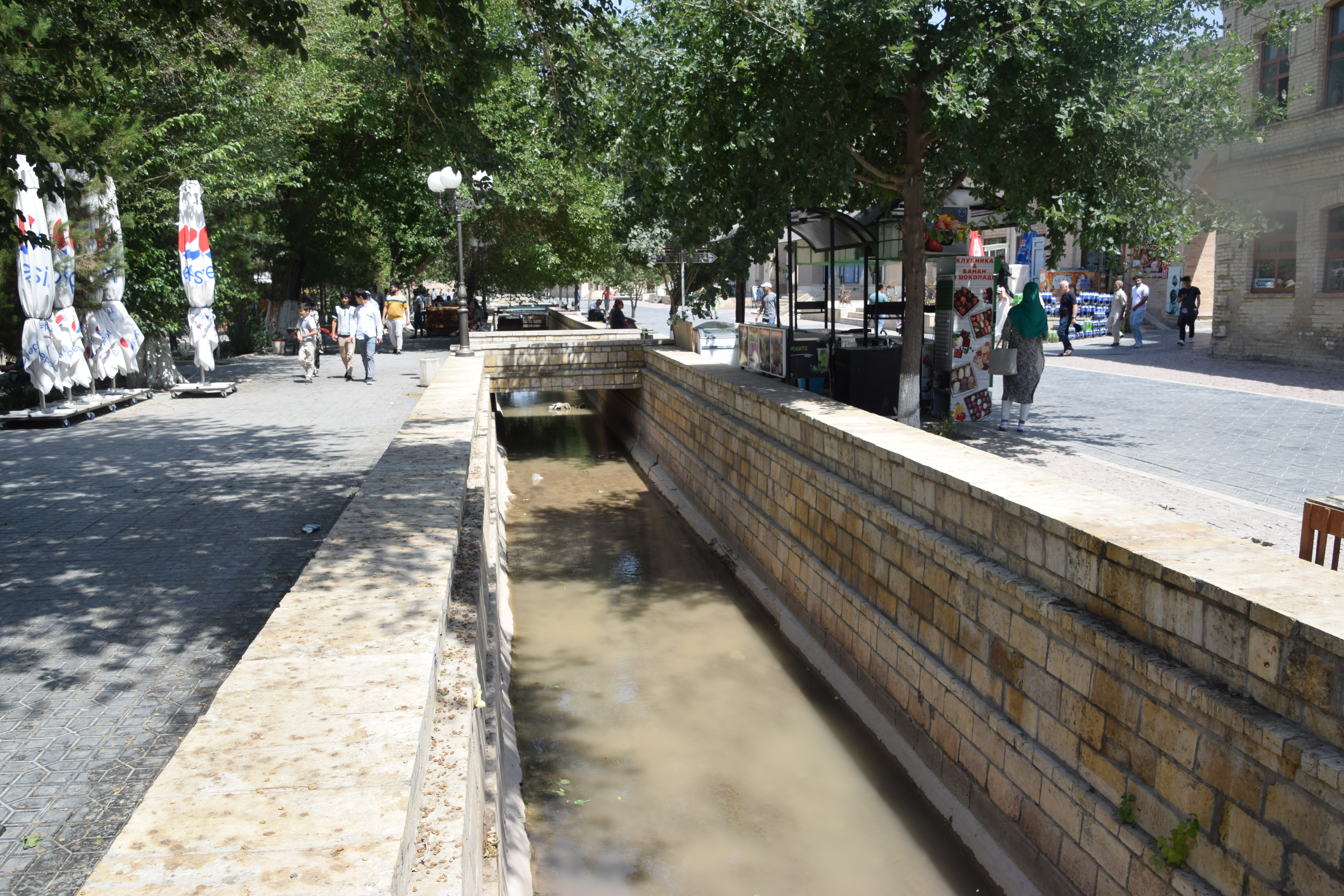
Водоснабжение является постоянной проблемой оазиса

К I—III векам н. э. наиболее древние поселения обзавелись цитаделями и шахристанами, возле них появилось множество более мелких. Причиной урбанизации и усиления защитных построек был подъём Согдианы и Шаша, которые до того были вассалами Кангюйского государства; Бухарский оазис был частью Согдианы. К этому моменту Бухара стала главным населённым пунктом оазиса. Впоследствии вплоть до начала VIII века население оазиса росло экспоненциально. Расположение оазиса у северо-восточной части Великого шёлкового пути упростило массовую миграцию людей туда, особенно много перебралось в Бухарский оазис с северо-востока. В оазисе появилась керамика нового типа, каунчинская.
Первое использование слова Бухара в сохранившихся текстах относится к началу VII века: арабские писцы упомянули оазис после краха Эфталитской империи. Ибн Джарир ат-Табари писал о «владыке Варахши», который стал «королём Бухары» (то есть, всего оазиса) на короткое время прямо перед арабским завоеванием IX столетия. Мусульманское завоевание начало исламский период истории оазиса, в который многие покинутые места были вновь заселены, тогда как существовавшие населённые пункты покидали: Рамитан был покинут временно, а Варахша — навсегда (последняя керамика, найденная в Варахше, датируется XIII веком). Эти два города также являются хорошими примерами основных причин ухода людей из поселений: размывание саманных построек (Рамитан) и перебои с водоснабжением (Варахша). Колебания населения закончились в XV—XVI столетиях: поселения без доступа к источникам воды, такие как Какиштуван, Баркад, Пинджан и Искиджкат, обезлюдели; позднее старые тепе Бухары, Гиждувана и Вабкента были поглощены новыми постройками. Слово «Бухара», ранее ассоциировавшееся с оазисом, стало означать его крупнейший город.

### Современность
По состоянию на 2019 год в оазисе живёт 1,2 млн человек, а зона ирригации простирается на 230 000 га.
Плотность населения в оазисе одна из самых высоких не только в Бухарской области но и в Узбекистане. В оазисе расположены такие города как Бухара, Каган, Галаасия, Гиждуван, Жондор и другие.

## Изучение
Первое систематическое исследование Бухарского оазиса провела миссия под руководством российского дипломата Александра Негри в 1820-х годах; в неё входили картографы, врач и биолог. Британский дипломат Александр Бёрнс также изучал оазис и оставил о нём археологические заметки во время путешествия по региону в конце 1820-х годов. Экспедиция военного топографа Н. Ф. Ситняковского, прибывшая в 1896 году, собрала множество сведений об административной структуре поселений оазиса. Исследования Льва Зимина 1913—1915 годов имели своим фокусом окрестности Пайкенда, но содержали также данные о других частях оазиса. Учёные начали серьёзно интересоваться археологией оазиса начиная с 1930-х годов, а экспедиции стали проводиться более тщательно.
Когда территорию Бухарского оазиса присоединил к себе СССР, советские власти отправили на его территорию несколько экспедиций, изучавших оазис; важнейшие из них возглавляли Василий Шишкин (1937), Абдулахад Мухамеджанов (1975, 1978), Яхъя Гулямов, Уткур Исламов и Ахмадали Аскаров (1966); ещё одно крупное исследование памятников оазиса организовал Институт археологии СССР в 1985 году.
Среди исследований, проведённых в независимом Узбекистане, выделяются работы Шухрата Адилова по изучению гидрографии (2006) и итальянские экспедиции, занимавшиеся раскопками на территории Бухарского оазиса.

### Комментарии
1. ↑  Кьяра Сильви Антонини (итал. Chiara Silvi Antonini)

### Сноски
1. 1 2 3 4 5 6  Rante, 2019, p. 13.
2. ↑  Rante, 2019, p. 1, 13.
3. ↑  Rante, 2019, p. 4.
4. 1 2 3 4  Rante, 2019, p. 38.
5. 1 2 3  Rante, 2019, p. 14.
6. 1 2  Rante, 2019, p. 27.
7. ↑  Rante, 2019, p. 29.
8. ↑  Rante, 2019, p. 35.
9. 1 2  Rante, 2019, p. 19.
10. 1 2  Frye, 1998.
11. ↑  Rante, 2019, p. 21.
12. ↑  Rante, 2019, p. 22—25.
13. 1 2  Rante, 2019, p. 39.
14. 1 2 3  Rante, 2019, p. 47.
15. 1 2  Rante, 2022, p. 62.
16. ↑  Rante, 2022, p. 76.
17. ↑  Rante, 2019, p. 47—49.
18. ↑  Rante, 2019, p. 50—52.
19. 1 2 3 4 5 6 7  Rante, 2019, p. 8.